# Cinira Arruda
Ana Cynira de Almeida Moraes Arruda (São Paulo, 23 de abril de 1942)  é uma jornalista e fotógrafa brasileira, mais conhecida por ter sido jurada do Show de Calouros do Programa Silvio Santos, no SBT.
Teve passagem por várias revistas, entre elas a revista Nova. Participou por vários anos seguidos da eleição do Troféu Imprensa, apresentou um quadro no jornalístico Aqui Agora, e teve programa próprio no SBT, no início dos anos 2000, o Palavra Amiga, com dicas de auto-ajuda, dentro do SBT Notícias. Fez as fotos de Rita Lee e dos irmãos Baptista fantasiados como ETS para a contracapa do segundo disco da banda Os Mutantes, de 1969. Em 1972, participou do filme Janaína - A Virgem Proibida.
Após ter posado nua para a Revista do Homem (atual Playboy) em junho de 1976, passou para o outro lado da câmera e clicou muitas modelos para a Playboy e pela Status nos anos 70, onde clicou a cantora Gretchen em 1978.